# Gianni Rondolino
Gianni Rondolino (Torino, 13 gennaio 1932 – Torino, 9 gennaio 2016) è stato un critico cinematografico e storico del cinema italiano.

## Biografia
Per anni professore ordinario di Storia e Critica del Cinema all'Università di Torino, fu autore di saggi e volumi, fra i quali Storia del cinema d'animazione (1974), Storia del cinema (1977), Luchino Visconti (1981), Roberto Rossellini (1989), Cinema e musica (1991) e, con Dario Tomasi, Manuale del Film (1995).
La sua Storia del cinema (prima edizione, 1977), è ancora oggi il testo principale delle facoltà italiane in cui si studia tale materia. Nota e discussa è pure la sua Storia del cinema d'animazione (1974, nuova edizione nel 2004), che mette in luce le lontane origini di questa forma espressiva, critica la produzione di Walt Disney e predilige opere meno commerciali e più sperimentali.
Diresse la collana di cinema della casa editrice UTET.
Nel 1981 fondò e diresse, insieme ad Ansano Giannarelli, il "Festival internazionale cinema giovani", divenuto poi Torino Film Festival. Nominato presidente dell'Associazione cinema giovani, per molti anni ne seguì le sorti, finché nel 2006 lasciò l'incarico dopo uno scontro con le istituzioni pubbliche. 
Sposato con la scrittrice Lina Fabrizio, era padre di Fabrizio Rondolino (n. 1960), giornalista e scrittore, e di Nicola Rondolino (1968-2013), regista cinematografico.

## Opere
- Cataloghi Bolaffi del cinema italiano, 1967
- Storia del cinema d'animazione, 1974
- Storia del cinema, 1977
- Dizionario Bolaffi del cinema Italiano. I registi, 1979
- Vittorio Cottafavi. Cinema e televisione, 1980
- Luchino Visconti, 1981
- Roberto Rossellini, 1989
- Casa Ejzenstejn, 1990
- Cinema e musica. Breve storia della musica cinematografica, 1991
- I giorni di Cabiria, 1993
- (con Dario Tomasi) Manuale del film. Linguaggio, racconto, analisi, 1995
- Storia del cinema d'animazione, 2004
- Rossellini, 2006
- Storia del cinema classico, 2006
- Manuale di storia del cinema, 2010